# 2017年世界柔道選手権大会
2017年世界柔道選手権大会（第34回世界柔道選手権大会）は、2017年8月28日 - 9月3日にハンガリーのブダペストにあるブダペスト・スポーツアリーナで開催された柔道の世界選手権。無差別を除いた男女7階級の個人戦と男女混合の団体戦が実施された。ハンガリーでは初めての世界選手権開催となる。今回の世界選手権には他に中国、モンゴル、カタールが立候補していた。今大会はスポンサーのスズキの名を冠して、｢2017年スズキ世界柔道選手権大会｣と名付けられることになった。

## 大会概要
| 正式名称 | 世界柔道選手権2017ブダペスト大会 英語: World Judo Championships 2017 BUDAPEST フランス語: Championnats du monde de judo 2017 BUDAPEST                                                                                                  |
| 開催場所 | ブダペスト・スポーツアリーナ |
| 主催     | 国際柔道連盟 |
| 開催日程 | 8月28日 男子60 kg級、女子48 kg級 29日 男子66 kg級、女子52 kg級 30日 男子73 kg級、女子57 kg級 31日 男子81 kg級、女子63 kg級 9月1日 男子90 kg級、女子70 kg級、女子78 kg級 2日 男子100 kg級、100 kg超級、女子78 kg超級 3日 男女混合団体戦 |

## 概説
2020年の東京オリンピックで男女各3名の計6名による混合団体戦の実施が決まったことから、今大会では従来の男女別による5人制の団体戦ではなくオリンピックを見据えた男女混合団体戦が導入される。団体戦の実施階級は男子が73 kg級、90 kg級、90 kg超級、女子が57 kg級、70 kg級、70 kg超級となった。一本勝ち(不戦勝、棄権勝ちを含む)が10点、技ありによる優勢勝ちが1点、指導差での勝利は0点に換算される。勝利数ないしは合計ポイントで同点の場合は無作為に選出された階級同士による代表戦となる。代表戦はGSから開始されるために、どちらかが先に技のポイントか指導を取った時点で勝敗が決する。各チームは各階級2名の選手を登録可能。個人戦に出場した選手は2 kg以内の体重超過を認められるが、団体戦のみ出場する選手は体重超過を認めない。

## 大会結果

### 男子
| 階級         | 金                                   | 銀                           | 銅                                                    |
| ------------ | ------------------------------------ | ---------------------------- | ----------------------------------------------------- |
| 60 kg以下級  | 髙藤直寿                             | オルハン・サファロフ         | ディヨルベク・ウロズボエフ ガンバット・ボルドバータル |
| 66 kg以下級  | 阿部一二三                           | ミハイル・プリャエフ         | バジャ・マルグベラシビリ タル・フリッカー             |
| 73 kg以下級  | 橋本壮市                             | ルスタム・オルジョフ         | ガンバータル・オドバヤル 安昌林                       |
| 81 kg以下級  | アレクサンダー・ヴィーツェルツァック | マッテオ・マルコンチーニ     | ハサン・ハルムルザエフ サイード・モラエイ             |
| 90 kg以下級  | ネマニャ・マイドフ                   | ミハエル・ジュガンク         | ウシャンギ・マルギアニ 郭同韓                         |
| 100 kg以下級 | ウルフ・アロン                       | ヴァルラーム・リパルテリアニ | エルマール・ガシモフ キリル・デニソフ                 |
| 100 kg超級   | テディ・リネール                     | ダビド・モウラ               | ラファエル・シルバ ナイダン・ツブシンバヤル           |

### 女子
| 階級        | 金                     | 銀                             | 銅                                          |
| ----------- | ---------------------- | ------------------------------ | ------------------------------------------- |
| 48 kg以下級 | 渡名喜風南             | ムンフバット・ウランツェツェグ | 近藤亜美 オトゴンツェツェグ・ガルバドラフ   |
| 52 kg以下級 | 志々目愛               | 角田夏実                       | ナタリア・クジュティナ エリカ・ミランダ     |
| 57 kg以下級 | ドルジスレン・スミヤ   | 芳田司                         | ネコダ・スミス＝デイビス エレーヌ・ルスボー |
| 63 kg以下級 | クラリス・アグベニュー | ティナ・トルステニャク         | アガタ・オズドバ バルドルジ・ムングンチメグ |
| 70 kg以下級 | 新井千鶴               | マリア・ペレス                 | ジュリ・アルベアル マリア・ベルナベウ       |
| 78 kg以下級 | マイラ・アギアル       | 梅木真美                       | ナタリー・パウエル カリエマ・アントマルチ   |
| 78 kg超級   | 于頌                   | 朝比奈沙羅                     | イリーナ・キンゼルスカ 金珉程               |

### 男女混合団体戦
| 開催年 | 優勝                                                                                                  | 2位 | 3位 | 3位                                                    |
| 2017   | 日本 芳田司 宇高菜絵 橋本壮市 中矢力 新井千鶴 新添左季 長澤憲大 朝比奈沙羅 素根輝 王子谷剛志 原沢久喜 | ブラジル ラファエラ・シルバ マルセロ・コンティーニ マリア・ポルテラ ビクトル・ペナルベル マリア・アルテマン ラファエル・シルバ | フランス エレーヌ・ルスボー ベンジャミン・アクサス マリー＝エヴ・ガイエ アクセル・クレルジュ ロマヌ・ディッコ シリル・マレ | 韓国 権柔貞 安昌林 チョン・ヘジン 郭同韓 金珉程 金成民 |

## 各国メダル数
| 順   | 国・地域         | 金 | 銀 | 銅 | 計 |
| ---- | ---------------- | -- | -- | -- | -- |
| 1    | 日本             | 8  | 4  | 1  | 13 |
| 2    | フランス         | 2  | 0  | 2  | 4  |
| 3    | ブラジル         | 1  | 2  | 2  | 5  |
| 4    | モンゴル         | 1  | 1  | 4  | 6  |
| 5    | ドイツ           | 1  | 0  | 0  | 1  |
| 5    | 中国             | 1  | 0  | 0  | 1  |
| 5    | セルビア         | 1  | 0  | 0  | 1  |
| 8    | アゼルバイジャン | 0  | 2  | 2  | 4  |
| 9    | スロベニア       | 0  | 2  | 0  | 2  |
| 10   | ロシア           | 0  | 1  | 3  | 4  |
| 11   | ジョージア       | 0  | 1  | 2  | 3  |
| 12   | イタリア         | 0  | 1  | 0  | 1  |
| 12   | プエルトリコ     | 0  | 1  | 0  | 1  |
| 14   | 韓国             | 0  | 0  | 4  | 4  |
| 15   | 英国             | 0  | 0  | 2  | 2  |
| 16   | コロンビア       | 0  | 0  | 1  | 1  |
| 16   | キューバ         | 0  | 0  | 1  | 1  |
| 16   | イラン           | 0  | 0  | 1  | 1  |
| 16   | イスラエル       | 0  | 0  | 1  | 1  |
| 16   | カザフスタン     | 0  | 0  | 1  | 1  |
| 16   | ポーランド       | 0  | 0  | 1  | 1  |
| 16   | スペイン         | 0  | 0  | 1  | 1  |
| 16   | ウズベキスタン   | 0  | 0  | 1  | 1  |
| 合計 | 合計             | 15 | 15 | 30 | 60 |

## 優勝者の世界ランキング

### 男子
| 60 kg級    | 日本     | 髙藤直寿                             | 2位   |
| 66 kg級    | 日本     | 阿部一二三                           | 4位   |
| 73 kg級    | 日本     | 橋本壮市                             | 1位   |
| 81 kg級    | ドイツ   | アレクサンダー・ヴィーツェルツァック | 124位 |
| 90 kg級    | セルビア | ネマニャ・マイドフ                   | 23位  |
| 100 kg級   | 日本     | ウルフ・アロン                       | 31位  |
| 100 kg超級 | フランス | テディ・リネール                     | 14位  |

### 女子
| 48 kg級   | 日本     | 渡名喜風南             | 13位 |
| 52 kg級   | 日本     | 志々目愛               | 5位  |
| 57 kg級   | モンゴル | ドルジスレン・スミヤ   | 1位  |
| 63 kg級   | フランス | クラリス・アグベニュー | 3位  |
| 70 kg級   | 日本     | 新井千鶴               | 2位  |
| 78 kg級   | ブラジル | マイラ・アギアル       | 8位  |
| 78 kg超級 | 中国     | 于頌                   | 15位 |

(出典、JudoInside.com)

## 世界ランキング1位の成績

### 男子
| 60 kg級    | ジョージア | アミラン・パピナシビリ | 3回戦敗退 |
| 66 kg級    | イスラエル | タル・フリッカー       | 銅メダル  |
| 73 kg級    | 日本       | 橋本壮市               | 金メダル  |
| 81 kg級    | ロシア     | アラン・フベツォフ     | 2回戦敗退 |
| 90 kg級    | セルビア   | アレクサンダル・クコル | 5位       |
| 100 kg級   | オランダ   | ミハエル・コレル       | 5位       |
| 100 kg超級 | ブラジル   | ダビド・モウラ         | 銀メダル  |

### 女子
| 48 kg級   | カザフスタン | オトゴンツェツェグ・ガルバドラフ | 銅メダル  |
| 52 kg級   | コソボ       | マイリンダ・ケルメンディ         | 5位       |
| 57 kg級   | モンゴル     | ドルジスレン・スミヤ             | 金メダル  |
| 63 kg級   | スロベニア   | ティナ・トルステニャク           | 銀メダル  |
| 70 kg級   | ベネズエラ   | エルビスマル・ロドリゲス         | 初戦敗退  |
| 78 kg級   | オランダ     | フーシェ・ステーンハイス         | 3回戦敗退 |
| 78 kg超級 | ベラルーシ   | マリナ・スルツカヤ               | 不出場    |

(出典、JudoInside.com)

## 今大会での新ルール適用について
2017年1月のアフリカオープン・チュニスから今大会まで、国際大会において新たなIJF試合審判規定が試験的に導入されることになった。この結果を検証した上で正式導入されるか決定される。 
なお、この試合審判規定は以下のような特徴を有する。
- 試合時間は男女とも4分とする。男子はこれまで5分だったが、東京オリンピックでの男女混合団体戦の採用を目指して試合時間を女子に合わせることに決めた。
- 技の評価は一本と技ありのみにする。よって有効は廃止される。技あり合わせて一本も廃止となる。技ありには従来の有効相当の判断も含まれる。
- 抑え込みは15秒で技ありだったが、10秒とする。一本は従来とおり20秒。
- 従来は指導4まで積み重なると反則負けになったが、それが指導3までに変更される。
- 本戦の4分間では技のポイントのみで勝敗が決せられる。そのため、従来のように指導差での勝利は認められず、その場合はGSに突入する(ただし、本戦で指導3まで積み重なった場合は反則負けとなる)。
- GSでは技のポイントか、指導差が付いた場合に勝敗が決する(本戦で指導1を与えられた選手がGSで指導差による勝利を得るためには、指導2まで取り返さねばならない。本戦で指導2まで与えられた選手がGSで指導差による勝利を得るためには、指導3まで取り返さねばならない)。
- 下半身に手や腕が触れる行為は従来一発で反則負けを与えられていたが、一度目は指導、二度目で反則負けに変更される。
- 標準的でない変則組み手(クロスグリップやピストルグリップ、片襟や帯を掴む組み手など)になった場合、即座に攻撃しなければ指導を与えられる。
- 攻撃を試みなかったり防御に徹するなど、柔道精神に反する消極的な姿勢が見られた場合は指導が与えられる。
- 一挙に体を捨てた脇固めのみならず、相手の袖や腕を掴みながら肘を伸ばす形の袖釣込腰を仕掛けた場合も反則負けとなる。
- 相手の組み手を嫌って場外に逃げの姿勢を見せるなどの柔道精神に反する行為が認められた場合は、即座に反則負けが言い渡される。
- 返し技を仕掛けた際と仕掛け終わった際に相手をコントロールしていなければ有効な返し技とは認められない。
- 時間稼ぎが目的で柔道衣もしくは帯を乱したと認められた選手には指導が与えられる。

## 賞金
今大会から賞金が前回までより増額されることになった。個人戦の優勝者に2万800ドル、そのコーチに5200ドル、2位に1万2千ドル、そのコーチに3千ドル、3位に6400ドル、そのコーチに1600ドル、団体戦の優勝チームに7万2千ドル、そのコーチに1万8千ドル、2位に4万8千ドル、そのコーチに1万2千ドル、3位に2万ドル、そのコーチに5千ドル。

## 大会マスコット
今大会のマスコットは｢Judoggy｣という名のレトリバーに決まった。2013年にブダペストで開催されたヨーロッパ選手権でもこの犬がマスコットに選ばれていた。

## 大統領らの来訪
柔道愛好家で知られるロシア大統領でIJF名誉会長のウラジーミル・プーチンとモンゴルの大統領でモンゴル柔道連盟会長でもあるハルトマーギーン・バトトルガおよび地元ハンガリーの首相であるビクトル・オルバンが、初日の開会式に出席した後に決勝ラウンドを観戦した。また、大会最終日の男女混合団体戦にはIOC会長のトーマス・バッハも観戦に訪れて、表彰式では優勝した日本チームへのメダルの授与役も務めた。

## 日本での放送
今大会はフジテレビ系列で放送される。ナビゲーターを野村忠宏、解説を平岡拓晃、秋本啓之、佐藤愛子、実況を鈴木芳彦、西岡孝洋、森昭一郎、リポーターを松山三四六がそれぞれ担当した。
BS放送のJ SPORTSで、全７日間をそれぞれ3時間30分の日本人選手の全試合と、ベスト8以上の試合の模様を録画放送された。番組解説者は、柏崎克彦、山田利彦が曜日毎に担当し、テレビ初解説の西田優香は全日程解説した。